# Alessandra Buzzi
Alessandra Buzzi (1961) è un'annunciatrice televisiva e conduttrice televisiva italiana.

## Biografia
Dal 7 gennaio 1984 al 1º luglio 1990 è stata l'annunciatrice dei programmi di Rete 4, alternandosi con Cinzia Lenzi prima ed Emanuela Folliero poi.
Lavorò anche a Canale 5, sia pure saltuariamente, con Fiorella Pierobon, venendo poi sostituita da Daniela Castelli.
Negli anni 2000 condusse su Rete 4, congiuntamente al medico Fabrizio Trecca, la trasmissione Vivere meglio.